# 质量效应2：影子经纪人之巢
《质量效应2：影子经纪人之巢》是动作角色扮演游戏《质量效应2》的可下载内容（DLC），由BioWare开发、艺电发行，于2010年9月7日在Microsoft Windows和Xbox 360平台发布，同样也收录于2011年1月发行的PlayStation 3版本《质量效应2》中。《影子经纪人之巢》剧情设定在漫画《质量效应：救赎》的故事发生后，游戏主角薛帕德指挥官将协助已成为情报经纪人的前队友莉亚娜·T'苏尼搜寻名为影子经纪人的神秘情报商人。
《影子经纪人之巢》作为《质量效应2》重要的内容扩充，玩家在游玩时做出的一些抉择也会影响到《质量效应3》后续故事。DLC一经发布即获游戏媒体广泛好评，评论家称赞其对游戏本体剧情内容的深化，甚至视之为《质量效应2》最好的DLC。《影子经纪人之巢》因而获2010年斯派克电子游戏大奖“最佳可下载内容”奖项提名，此后又收录在2021年推出的复刻作品《质量效应 传奇版》中。

## 游戏玩法

玩家在游戏里控制高速车辆穿梭于伊里姆城市上空。

作为动作角色扮演游戏《质量效应2》的可下载内容，《影子经纪人之巢》的情节分为两段，每段关底均有一场头目战。前半部分剧情发生在游戏本体出现过的商业星球伊里姆（Illium），后半部分故事则围绕登上影子经纪人的飞船进行。尽管游戏玩法总体延续本体一贯的小队制战斗系统并穿插着同非玩家角色的对话，DLC还新加入了一段要求玩家控制高速车辆穿梭于伊里姆城市上空的追逐戏。随着剧情推进，莉亚娜会临时加入薛帕德的小队，同时附带着全新的战斗技能。取决于薛帕德和莉亚娜在初代《质量效应》里是否有过恋爱关系，二人在《影子经纪人之巢》中的互动也会有所不同。
在DLC的故事结束后，玩家仍可继续探索影子经纪人的飞船，船内也配备有多个功能不同的终端供玩家使用。部分终端内容包括薛帕德麾下小队成员的私密档案，以及遍布银河系各处游戏场景的监控视频片段。与此同时，玩家还能通过购买矿产清单来标记银河系内富含矿物资源的行星，进而省去大量花在扫描上的时间，抑或投入资金支持影子经纪人特工执行各项任务，以此获取相应的回报。此外，《影子经纪人之巢》也加入了数个用于武器和装备的升级内容，另新增五项成就供玩家挑战。

## 剧情
《影子经纪人之巢》的剧情发生在漫画《质量效应：救赎》故事之后，已成为情报经纪人的莉亚娜·T'苏尼正致力于追寻名为影子经纪人（Shadow Broker）的情报商人，玩家扮演的人类精锐士兵薛帕德指挥官则决定向这位前队友伸出援手。
在得到薛帕德从塞伯鲁斯处带来的情报后，莉亚娜邀请薛帕德到她的公寓商讨追踪影子经纪人的计划。但当薛帕德抵达时，房间内一片狼藉，莉亚娜不见踪影，负责封锁现场的幽灵特工泰拉·瓦瑟尔（Tela Vasir）表示莉亚娜方才逃过一场暗杀。薛帕德和瓦瑟尔随即得知莉亚娜正前往一栋办公楼会见某位线人，不料二人刚来到此地便遭遇大楼爆炸，为尽快找到莉亚娜及其线人，薛帕德与瓦瑟尔兵分两路，各自从楼下和楼顶出发搜寻。直到二人在办公室会和，却发现线人已死，此时莉亚娜突然现身，指出瓦瑟尔才是袭击的幕后黑手，不惜杀害线人以取走存放关键线索的磁盘。阴谋败露的瓦瑟尔迅速逃离现场，薛帕德和莉亚娜紧随其后，经过漫长追逐，最终在一家酒店房顶赶上并将其击败。
从瓦瑟尔处夺回的磁盘信息透露了影子经纪人的基地就位于行星哈格拉斯（Hagalaz）附近的大型飞船上。薛帕德和莉亚娜登上飞船，救出了自《质量效应：救赎》事件后便遭囚禁于此的莉亚娜前搭档费伦（Feron）。此后二人一路挺进直达影子经纪人的办公室，并与之展开一场殊死搏斗。注意到影子经纪人不断利用天花板上的装置为护盾充能，莉亚娜建议薛帕德在正面牵制，自己则趁机打破能量装置，令其护盾超载，最后爆炸身亡。随着影子经纪人被击败，莉亚娜也得以取代其位置，并表示自己将充分利用原有的经纪人情报网为薛帕德今后行动提供更多支持。

## 开发与发行
早在《质量效应2》尚处于开发阶段，Bioware就透露了制作可下载内容的计划，表示会基于游戏自身特色和对应玩家群体进行设计。2010年7月22日，《影子经纪人之巢》的开发消息正式公布，一同放出的还有三幅全新游戏内容截图。另一方面，Bioware则宣称玩家在该DLC中做出的决定还将影响到未来续作《质量效应3》的部分剧情。而由于影子经纪人全新的角色形象，开发人员为其制作面部动画时也曾面临技术挑战：旧有的数字化表演系统无法处理多双眼睛和三角形嘴巴的要求，因此影子经纪人出场的动画均须专门制作。《影子经纪人之巢》的音乐由此前负责过《质量效应2》另一DLC《霸王》配乐工作的作曲家克里斯托弗·伦纳茨创作。
《影子经纪人之巢》于2010年9月7日在Microsoft Windows和Xbox 360平台推出，又连同《霞 - 被盗的记忆》和《霸王》等先前发布过的DLC作为免费内容加入次年1月18日发售的PlayStation 3版本《质量效应2》中。BioWare在2021年推出的复刻作品《质量效应 传奇版》亦收录了《影子经纪人之巢》在内的所有《质量效应2》可下载内容。

## 反响

### 评价
《影子经纪人之巢》推出后获得普遍正面的评价，游戏评论网站Metacritic分别基于11条评论给予游戏Microsoft Windows版本86/100分，基于19条评论给予Xbox 360版本87/100分，评论家们广泛视其为《质量效应2》最好的DLC。Eurogamer的编辑丹·怀特黑德（Dan Whitehead）称赞《影子经纪人之巢》“内容扎实、惊险刺激且令人满意”，进一步扩充了游戏“本已广阔的世界观”，又“恰如其分地使玩家在忧伤中感受希望”。同时指出这款DLC分量十足，“远比《质量效应2》先前推出的某些DLC富有诚意”，极大提升了游戏体验。 Game Revolution的编辑爱德华多·雷博卡斯（Eduardo Reboucas）则称其为“重磅炸弹”，“对于那些想和莉亚娜再续前缘的粉丝，这本体剧情中略去的冰山一角已足够令他们回味良久。”
评论家们对《影子经纪人之巢》的游戏性赞赏有加。Destructoid的编辑莫里斯·坦（Maurice Tan）认为整个DLC任务的节奏张弛有度，莉亚娜加入小队更为战斗增添趣味。
《影子经纪人之巢》的剧情与叙事也备受赞誉。GameCritics的编辑布拉德·加拉韦（Brad Gallaway）欣喜于DLC以相对圆满的方式补足了薛帕德和莉亚娜在游戏本体中缺失的互动内容。IGN的编辑克里斯廷·施泰默（Kristine Steimer）则发现“就算玩家不曾让两人相恋”，DLC的故事依然能“有效展现出双方的深厚情谊”。
图形受到了相似的赞扬，GameCritics的评论员Brad Gallawa称他们“让动作感觉像情节的一个有机组成部分，并在一些雄伟的氛围中吸引着玩家”。作为扩展包最令人影响深刻的战斗环境，Shadow Broker的飞船外部受到了一些评论的注意。Steimer评论道，“接近Shadow Broker的飞船像闪电风暴包络大量船只，简直是惊人的”。
GameSpot的评论员Kevin VanOrd称赞了扩展包的氛围和战斗顺序，特别是任务的第二部分。他认为“敌人的攻击有着合适的速度，所以个人战斗从不会拖得太久，但这也并非快到令人不满”。他还强调了汽车追逐场面，并认为其和《银翼杀手》与《第五元素》相比毫不逊色，但他也承认Xbox 360版游戏的控制并不十分精确。除此之外，Shadow Broker的基地也作为有价值的部分被媒体强调。怀特黑德称，标记矿产资源丰富的星球缓解了在主游戏中被认为繁琐的搜索。VanOrd下结论称《Shadow Broker之巢》“值得花费你的时间（超过2小时）与你的金钱”。